# کامیون زباله

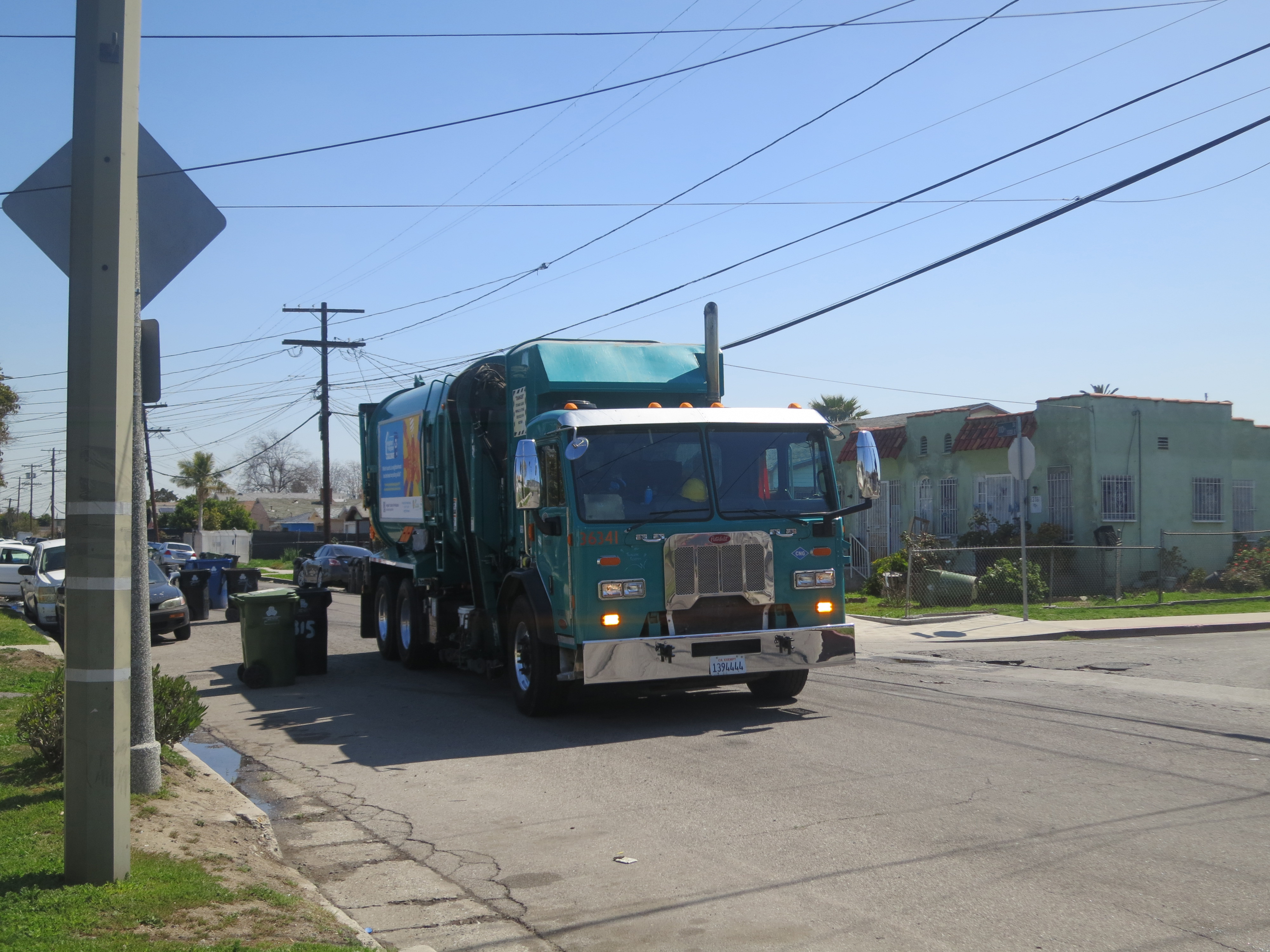
یک کامیون زباله پیتربیلت در لس آنجلس

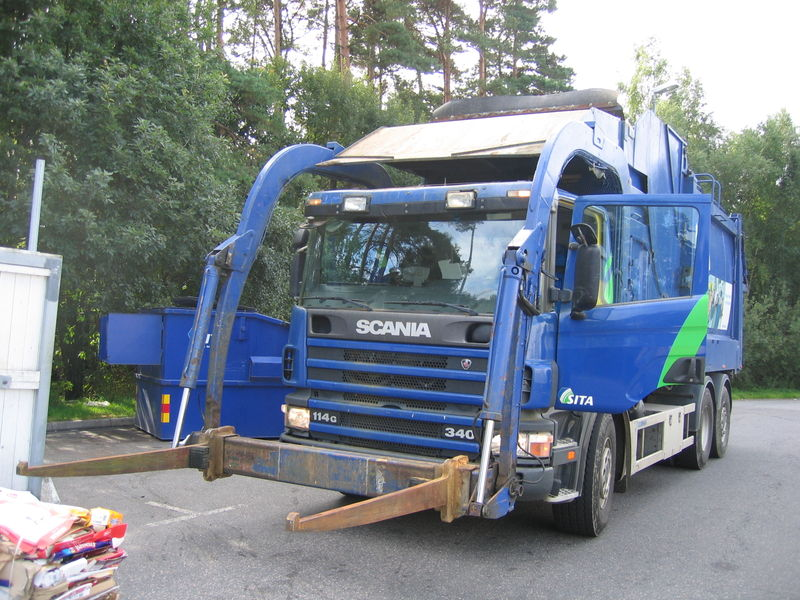
یک اسکانیا لودر جلو

کامیون زباله (انگلیسی: Garbage truck) کامیونی است که به‌طور ویژه برای جمع‌آوری پسماند جامد شهری و انتقال آن به یک مرکز تصفیه زباله جامد مانند محل دفن زباله، مرکز بازیافت یا ایستگاه انتقال طراحی شده است.